# Guerra de Dacke

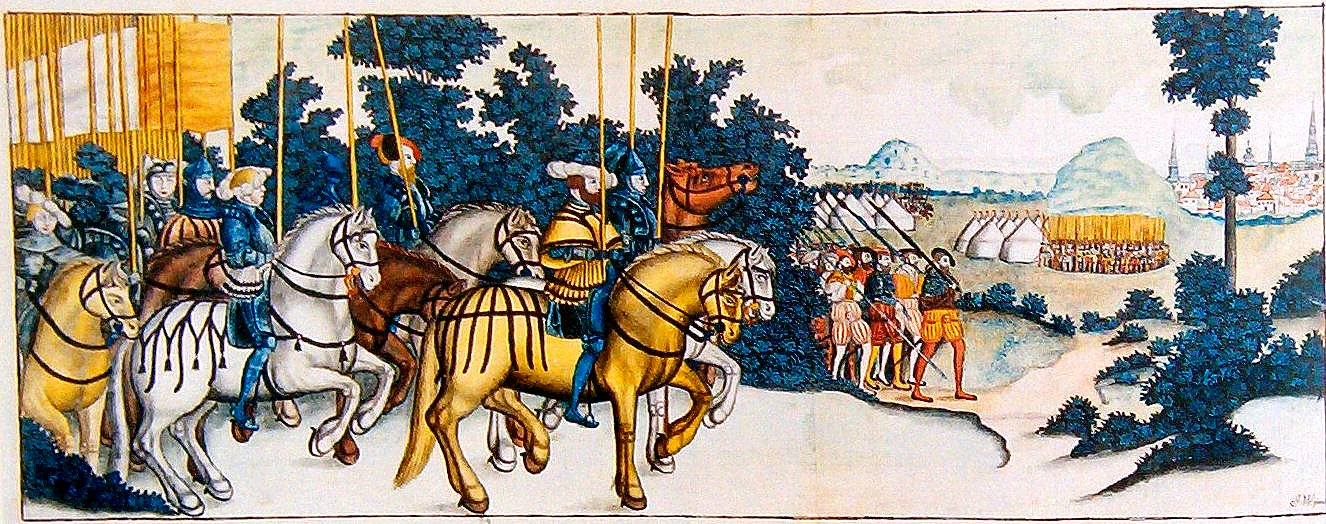
Gustavo Vasa marchando a combatir a los rebeldes de Småland.

La Guerra de Dacke fue una rebelión campesina en Suecia encabezada por Nils Dacke, oriundo de la provincia de Småland, como parte del descontento por la política fiscal y eclesiástica del rey luterano Gustavo I. La sublevación, que tenía por objeto el derrocamiento del monarca y la reinstalación de la Iglesia católica, estalló en 1542, y fue completamente sofocada en 1543.

## Antecedentes

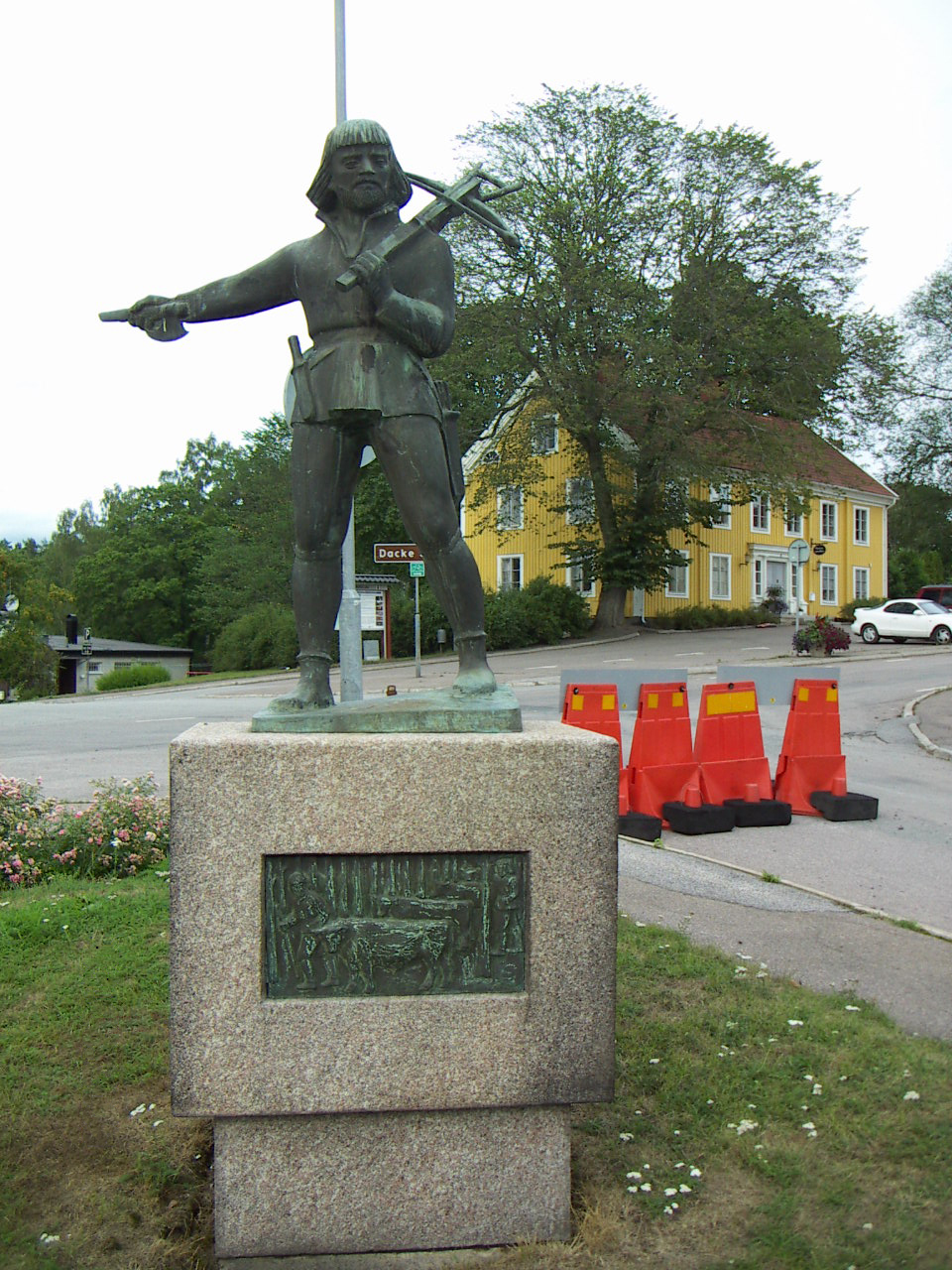
Nils Dacke, pese a encabezar un grupo de campesinos pobres, logró una rápida victoria sobre el ejército real. Finalmente fue derrotado por la división y el hambre entre sus seguidores.

En 1523, la Unión de Kalmar dejó de existir en la práctica, cuando Gustavo Vasa fue coronado rey de Suecia. Desde muchos años antes, la estabilidad de la unión se sacudía por violentos conflictos, especialmente entre la monarquía y la nobleza. Como resultado de las continuas guerras en el seno de la unión, los campesinos de la frontera entre Suecia y Dinamarca, dependientes comercialmente unos de los otros, se habían organizado y habían logrado cierta independencia, pactando la llamada "paz campesina" entre ellos.
Gustavo Vasa impulsó la centralización del gobierno en Suecia, e introdujo nuevos impuestos e instrumentos de control a los campesinos. De manera indirecta, muchos campesinos fueron también afectados por la reforma protestante, cuando las propiedades de templos y monasterios fueron expropiadas y otorgadas a la nobleza, que resultó más exigente con los campesinos que la propia Iglesia Católica. Nils Dacke era uno de los campesinos afectados por las nuevas medidas.

## Desarrollo
En 1542 estalló la revuelta campesina en Småland encabezada por Dacke. La rebelión pronto se extendió por toda la provincia, a la isla de Öland, y a las zonas rurales de los bosques del sur de Östergötland y oriente de Västergötland, pero las ciudades de Kalmar y Jönköping permanecieron en manos del rey. La mayoría de los burgueses de las ciudades intentaron apoyar a Dacke, pero las tropas mercenarias alemanas del rey los obligaron a mantenerse al margen. Kalmar fue bloqueada por tierra y mar, pero las fuerzas de los campesinos no era lo suficientemente grande para impedir por completo la salida y entrada de mercancías de la ciudad por vía marítima.
Dacke y sus hombres derrotaron con facilidad a las tropas reales, que no estaban habituadas al combate en terrenos accidentados y boscosos. En Kisa, el ejército real sufrió una dura e inesperada derrota cuando los campesinos atacaron a bordo de embarcaciones. Växjö, sede episcopal, fue rodeada, y los soldados del rey tuvieron que escapar a Jönköping. Con ello, todo el interior de Småland quedó en manos de los rebeldes.
El 8 de noviembre de 1542 el rey pactó la paz con los rebeldes. Dacke se convirtió en el gobernante de Småland, con excepción de Kalmar y Jönköping, e introdujo ciertas reformas en la provincia, entre ellas el restablecimiento de las misas católicas y el comercio transfronterizo con Dinamarca.
Poco tiempo después de lograda la paz, aparecieron los conflictos entre las organizaciones campesinas. Varios de los seguidores de Dacke se separaron y decidieron seguir a su modo su propia guerra; como Simon Bagge, de la centena de Sunnerbo, cuyas actividades eran las de un bandido que asaltaba a los propios campesinos. También se hubo de luchar contra un aislamiento creciente, pues Gustavo Vasa prohibió el comercio con Småland y para Nils Dacke fue difícil comunicarse con campesinos afines de otras provincias. Además, el inicio de las década de 1540 fueron años de malas cosechas, lo que trajo hambre y penuria entre los rebeldes.
Otro problema fue la falta de apoyo foráneo. Dinamarca apoyó la sublevación en cierta medida, aportando provisiones desde los puertos de Blekinge, pero tampoco deseaba una multitud campesina victoriosa en Suecia, por temor a los efectos que pudiera tener sobre las propias zonas rurales danesas. Por lo tanto, Dacke tuvo que pagar altos precios para abastecerse de víveres y armas desde el sur. Los rebeldes sitiaron la ciudad fortificada de Kalmar durante varios meses, pero la carencia de armas de asedio efectivas y un ineficiente bloqueo desde el mar repercutió en que, pese al largo asedio, los comandantes de la ciudad nunca se rindieron y los campesinos no pudieron tener acceso a un puerto.
Durante el invierno y la primavera de 1543 las tropas de Gustavo Vasa regresaron despiadadamente y Småland quedó nuevamente bajo dominio directo de la corona. La batalla decisiva se libró sobre los lagos congelados cercanos a Virserum. Gustavo marchó con su ejército desde Linköping hacia Kalmar, pero la experiencia de la derrota de Kisa le hizo desconfiar de la ruta más corta y decidió hacer un desvío por Virserum. Peleando en el hielo, la caballería mercenaria se encontraba en una posición ventajosa. Dacke fue herido desde el inicio del combate, por lo que cundió la anarquía en el bando rebelde. Aunque los campesinos eran superiores en número, sus ballestas, horcas y escasas armas de fuego no pudieron derrotar al ejército real. En agosto de 1543, Dacke fue rodeado por hombres del rey y muerto cerca de la frontera con la provincia danesa de Blekinge.

## Consecuencias
Tras la guerra, los campesinos de las parroquias participantes fueron sometidos a un violento ajuste de cuentas. No hubo amnistía. La casa de Dacke fue arrasada y su familia ejecutada o deportada. Al mismo tiempo continuó el caos entre los jefes campesinos, que continuaron viviendo del saqueo y realizando sus guerras privadas por muchos años después de la muerte de Nils Dacke. Cada parroquia rebelde tuvo que pagar un impuesto colectivo especial: 0,8 a 2 marcos por campesino. Cada campesino tuvo que pagar además una multa de un buey, que debía ser enviado a los almacenes reales del valle del Mälaren. Otras consecuencias fueron las nuevas reformas drásticas de Gustavo Vasa. En la asamblea parlamentaria de Västerås de 1544, el rey estableció la monarquía hereditaria, que reemplazaba a la monarquía electiva que tradicionalmente había existido en Suecia. La guerra fue una catástrofe económica para Småland y en un principio incluso para toda Suecia. Suecia se recuperó relativamente rápido mientras que a Småland le llevaría décadas alcanzar el mismo número de población y los mismos estándares económicos que tenía antes de la guerra de Dacke.

## En la cultura popular
En Småland existe un rally anual llamado "la Guerra de Dacke" (Dackefejden), que se celebra desde 1952 en las cercanías de Växjö.